# Makrofauna
Als Makrofauna bezeichnet man den Anteil der bodenlebenden Tiere, der im Größenbereich von 2 mm bis 20 mm liegt. Damit liegt sie in der Größe zwischen der Meiofauna und der Megafauna.
Im terrestrischen Lebensraum gehören dazu etwa verschiedene Gliederwürmer (z. B. Regenwürmer), Schnecken sowie Gliederfüßer wie die Spinnen und Insekten.